# Металург (стадіон, Кривий Ріг)
Стадіо́н «Металу́рг» — багатофункціональний стадіон у місті Кривому Розі, побудований в 1970 році. Це 7-й за місткістю стадіон України, вміщує 29 783 глядачів. Є домашнім стадіоном ФК «Кривбас». 
Перший матч на цьому стадіон відбувся 11 квітня 1970-го. 
«Кривбас» грав тут в першій і другій лігах чемпіонату СРСР і чемпіонаті України.
Розташований на Соцмісті, біля станції «Проспект Металургів» Криворізького метротраму.
Стадіон було реконструйовано в 1999 році для проведення єврокубкових матчів, до 225-річчя міста. Згідно з новими вимогами УЄФА, на стадіоні були встановлені індивідуальні пластикові сидіння.
14 травня 2006 року на стадіоні відбувся «золотий матч». Донецький «Шахтар» у доданий час переміг київське «Динамо», на сотій хвилині гол забив Джуліус Агахова.
У січні 2021 року в рамках програми президента України «Велике Будівництво»   розпочато масштабну реконструкцію стадіону «Металург», в ході якої було знесено південну, західну та північну трибуни та почато зведеня нових трибун, а також реконструкцію східної.

## Зображення

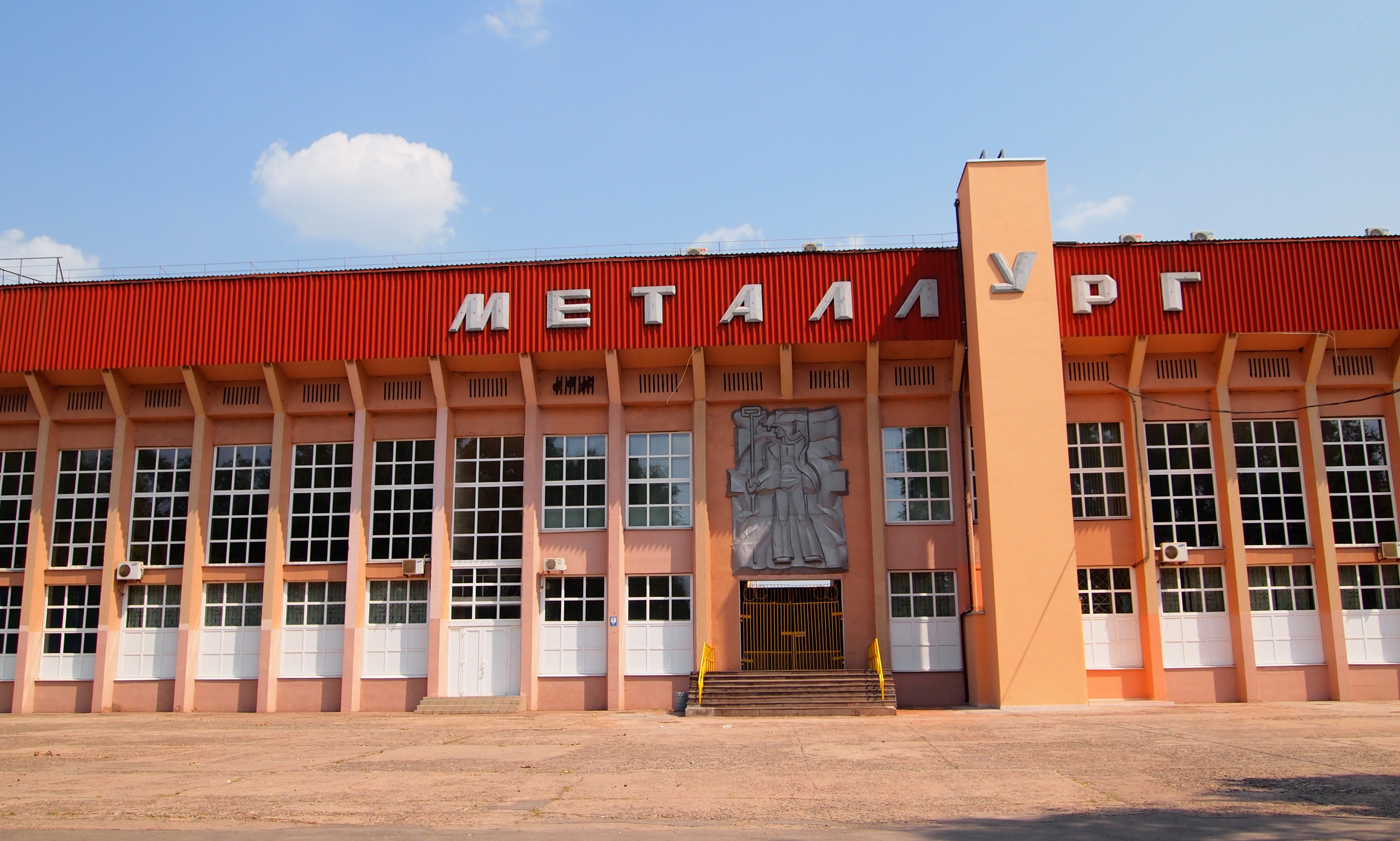
Загальний вигляд стадіону
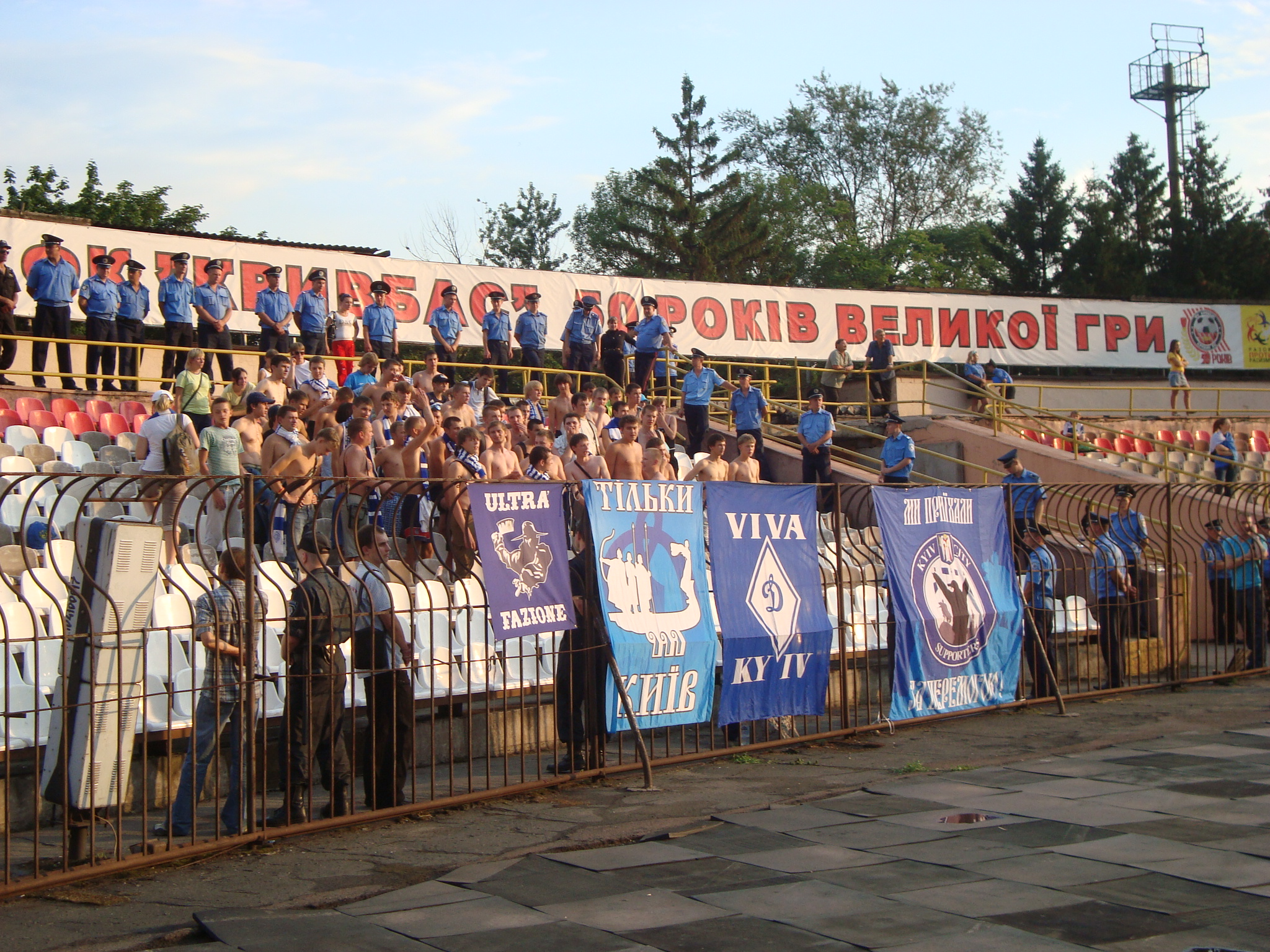
Фанати київського «Динамо» на гостьовому секторі